# Leiophron muesebecki
Leiophron muesebecki är en stekelart som först beskrevs av Loan 1970.  Leiophron muesebecki ingår i släktet Leiophron och familjen bracksteklar. Inga underarter finns listade i Catalogue of Life.